# Бокий, Георгий Борисович
Георгий Борисович Бо́кий (26 сентября [9 октября] 1909, Санкт-Петербург — 4 сентября 2001, Москва) — советский и российский учёный-геолог, физикохимик, создатель и организатор отечественной школы кристаллохимии, создатель новых принципов классификации минералов, член-корреспондент АН СССР / РАН (1958). Доктор химических наук.

## Биография
Родился в Петербурге в семье выдающегося русского горного инженера Б. И. Бокия.
Окончил Ленинградский горный институт (1930), где его главными учителями были А. К. Болдырев и Н. С. Курнаков. Работал в лаборатории кристаллографии Ломоносовского института АН СССР под руководством А. В. Шубникова, а с 1931 года в Физико-техническом институте, где занимался выращиванием кристаллов сегнетоэлектриков. В 1934 году состоялся переезд Ломоносовского института в Москву, где учёный работал у Н. С. Курнакова. В 1935 году Г. Б. Бокий организовал в Институте общей и неорганической химии (ИОНХ) лабораторию кристаллографии, впоследствии переименованную в лабораторию кристаллохимии, изучавшую комплексные соединения платиновых металлов. В 1939 году Г. Б. Бокий начал заниматься рентгеноструктурным анализом. В своей работе широко использовал гониометрию в качестве метода физико-химического анализа. В 1939 году вышли ставшие настольной книгой кристаллографов «Основы кристаллографии», написанные в соавторстве с А. В. Шубниковым и Е. Е. Флинтом и проведена совместно с Г. Г. Леммлейном работа по изучению округлых кристаллов алмаза. В это же время была выполнена работа по теоретическому и экспериментальному изучению числа физически различных форм кристаллов.
Во время Великой Отечественной войны, в эвакуации в Казани Г. Б. Бокий читал по предложению А. Н. Несмеянова свой первый курс кристаллохимии. В 1942 году он защитил докторскую диссертацию, а год спустя получил звание профессора. В 1944 году Г. Б. Бокий вернулся в Москву, где с 1945 года занялся преподаванием кристаллографии в Московском университете (МГУ). В этом же году им была организована кафедра кристаллографии и кристаллохимии на геологическом и химическом факультетах. В 1951 году совместно с М. А. Порай-Кошицем был написан и вышел в свет первый том учебника «Практический курс рентгеноструктурного анализа», по которому обучалось не одно поколение специалистов. Совместно с Д. К. Архипенко выполнил исследования по определению федоровских групп симметрии методами рентгеновской дифракции и колебательной спектроскопии. Разработанный ими новый метод позволяет однозначно установить 206 групп симметрии, в то время как обычный рентгеновский дифракционный анализ дает возможность однозначно определить только 61 из 230 групп. Впервые определил структуру гексагидрита, эпсомита, блёдита, и её связь с внешними формами этих минералов, что позволило по внешней форме кристаллов судить о составе рапы, из которой происходила кристаллизация. Структурные расшифровки кобальтина, герсдорфита и ульманнита позволили ему выдвинуть идею использования упорядочения их структуры для определения скорости кристаллизации минералов в геологических процессах. Он доказал, что дефекты в структуре пирротина и других сульфидов находятся не обязательно в катионной части, а могут находиться также и в анионной. Также им было установлено существование в некоторых природных минералах ионов оксония. Разработал методы получения иммерсионных жидкостей с высокими показателями преломления.
Применяя кристаллографические методы исследования в химии, Г. Б. Бокий развил оригинальное научное направление — кристаллохимию комплексных соединений. Совместно с С. С. Бацановым разработал кристаллооптический метод определения строения комплексных соединений, отмеченный в 1954 премией президиума АН СССР. Г. Б. Бокий предложил метод количественного определения величин трансвлияния по измерению межатомных расстояний в кристаллах комплексных соединений. В 1954 году им был получен интересный результат по количественным характеристикам трансвлияния четырёхвалентной платины. В том же году вышел известный учебник «Кристаллохимия», до сих пор признаваемый лучшим среди подобных отечественных изданий.
Г. Б. Бокий разработал атомно-структурную теорию дальтонидов и бертоллидов. В 1956 году им была опубликована монография «К теории дальтонидов и бертоллидов».
В 1958 году Г. Б. Бокий был избран членом-корреспондентом АН СССР. С этого же года он в течение пяти лет жил и работал в Сибири, где он был одним из двух организаторов Института неорганической химии и создателем и руководителем рентгеноструктурной лаборатории. Там же Г. Б. Бокий стал организатором и главным редактором «Журнала структурной химии».
После возвращения в Москву (1963) учёный сотрудничал в различных учреждениях, среди которых особо следует отметить организованный им в 1968 году Всероссийский институт научной и технической информации (ВИНИТИ АН СССР), где он организовал реферирование работ по кристаллографии и кристаллохимии. С 1972 года до последних дней своей жизни Г. Б. Бокий работал в Институте геологии рудных месторождений, петрографии, минералогии и геохимии (ИГЕМ) АН СССР. Среди наиболее интересных работ этого периода следует признать открытие им совместно с Н. В. Беловым в 1974 году закономерного изменения структуры в изоморфном ряду полупроводников АIIIBV (). Г. Б. Бокий вообще много занимался историей кристаллографии в России. Он — один из создателей и руководителей Международной интегральной информационной системы по химии. Г. Б. Бокий отдавал много сил вопросам информатики и систематики кристаллических структур, систематике минералов. Им были разработаны новые принципы классификации, основанной на таблице Менделеева и названной им естественной. Он создал классификационные схемы из гомологических рядов для силикатов, боратов, сульфатов, сульфидов и их аналогов. В 1977—1981 гг. в соавторстве с другими известными минералогами вышли в свет 4 монументальных тома «Тезауруса по минералам». С 1993 года учёный возглавлял работу по продолжению выпуска многотомного справочника «Минералы», включающего исчерпывающую информацию, в том числе структурную, по всем известным видам минералов. В 1997 году ВИНИТИ выпустил книгу «Систематика природных силикатов», а в 2000 году вышла в свет «Систематика природных оксидов».
Похоронен в Москве на Николо-Архангельском кладбище.

## Награды
- Орден Трудового Красного Знамени (1975)
- 2 ордена «Знак Почёта» (13.11.1944; 1953)
- Премия имени Е. С. Фёдорова РАН (2000) за цикл работ «Систематика природных силикатов и оксидов и законы структурообразования в неорганических соединениях»[4].

## Публикации
Основные книги:
- Бокий Г. Б. Систематика природных оксидов. Итоги науки и техники. Серия Кристаллохимия. Том 32. — М.: ВИНИТИ, 2000. — 115 с.
- Бокий Г. Б. Систематика природных силикатов. — М., 1997. — 192 с.
- Природные и синтетические алмазы / Бокий Г. Б., Безруков Г. Н., Клюев Ю. А. и др.; Шафрановский И. И. (отв. ред.); АН СССР. Ин-т геологии руд. месторождений, петрографии, минералогии и геохимии. — М.: Наука, 1986. — 221 с.
- Тезаурус по минералам / Бокий Г. Б., Кочанова Н. Н., Теппер Х.-Н. и др. — М.: ВИНИТИ. — Т.1 (1976); Т.2 (1977); Т.3 (1979); Т.4 (1981).
- Бокий Г. Б. Кристаллохимия / АН СССР. Ин-т радиотехники и электроники. — 3-е изд. перераб. и доп. — М.: Наука, 1971. — 400 с.
- Бокий Г. Б. Рентгеноструктурный анализ: учебное пособие для университетов / Бокий Г. Б., Порай-Кошиц М. А.; Акад. Белов Н. В. (ред.). — 2-е изд. — Т.1. — 1964. — 489 с.
- Бокий Г. Б. Кристаллические структуры арсенидов, сульфидов, арсеносульфидов и их аналогов: тематич. сборник / Бокий Г. Б. (сост.). — Новосибирск: СО АН СССР, 1964. — 188 с.
- Бокий Г. Б. Кристаллохимия: учебное пособие для вузов. − 2-е изд. — М.: Изд-во МГУ, 1960. — 357 с.
- Бокий Г. Б. Введение в кристаллохимию. — М.: Изд-во МГУ, 1954. − 491 с.
- Бокий Г. Б. Иммерсионный метод. — М.: Изд-во МГУ, 1948. — 84 с.
- Бокий Г. Б. Кристаллооптический анализ. Ч.1. — М.;Л., 1944. — 156 с.
- Шубников А. В. и др. Основы кристаллографии / Шубников А. В., Флинт Е. Е., Бокий Г. Б.; АН СССР. — М.;Л.: Изд-во АН СССР, 1940. — 487 с.